# Lascaux (gmina)
Lascaux – miejscowość i gmina we Francji, w regionie Nowa Akwitania, w departamencie Corrèze.
Według danych na rok 1990 gminę zamieszkiwało 167 osób, a gęstość zaludnienia wynosiła 23 osoby/km² (wśród 747 gmin Limousin Lascaux plasuje się na 460. miejscu pod względem liczby ludności, natomiast pod względem powierzchni na miejscu 612.).